# Lunds Sankt Hans distrikt
Lunds Sankt Hans distrikt är ett distrikt i Lunds kommun och Skåne län. Det omfattar stadsdelen Norra Fäladen.

## Tidigare administrativ tillhörighet
Distriktet inrättades 2016 och utgörs av en del av området som före 1971 utgjorde Lunds stad i en del som före 1944 låg med en mindre del i Lunds socken.
Området motsvarar den omfattning S:t Hans församling hade till 2012 och som den fick 1992 när den bröts ut ur Lunds Allhelgonaförsamling.